# Lada Priora
De Lada Priora of VAZ 2170 (Russisch: ВАЗ 2170) is een door AvtoVAZ ontwikkelde personenauto die van 2007 tot juli 2018 in Toljatti, Rusland, werd geproduceerd.

## Beschrijving
De Priora verscheen in 2007 op de markt en was in feite een grondig herziene Lada 110, het model dat hij verving. In 2008 volgde de combi (VAZ 2171) en in 2009 de vijfdeurs hatchback (VAZ 2172). De vierde variant was de driedeurs coupé (VAZ 21728) die in 2010 verscheen. Lada leverde onder de noemer Priora Premier (VAZ 21708) ook een verlengde versie van de Priora sedan met een 17,5 centimeter langere wielbasis, bedoeld voor Russische ambtenaren.
Aanvankelijk was de enige motor een 1,6 liter benzinemotor met 72 kW (98 pk) en 145 Nm, die eerst  aan de Euro4 en sinds 2011 aan de Euro5-norm voldoet. In 2011 werd een 1.8 liter benzinemotor met 89 kW (120 pk) leverbaar.
In het WTCC seizoen 2009 startte Lada met vier Priora's, bestuurd door Kirill Ladygin, Viktor Sjapovalov, Jaap van Lagen en James Thompson.
In 2010 voegde Lada de Priora toe aan het programma in Nederland. De vijfdeurs was de eerste variant die Nederland bereikte, de combi had  Lada Holland op dat moment nog in bestelling staan. De sedan werd alleen op uitdrukkelijk verzoek van de klant uit Rusland gehaald omdat de vraag beperkt was. De sedanversie was echter wel de goedkoopste uit de prijslijst met een vanafprijs van 9.845 Euro. De combi in Luxe-uitvoering was met een prijs van 11.795 euro de duurste Priora die er te koop was. In 2011 werd de verkoop van Lada in Nederland gestaakt. Er waren toen 6 exemplaren van de Priora verkocht.
In 2014 presenteerde Lada op de autoshow van Moskou een gefacelifte versie van de Priora. In het najaar van 2015 werd bekend gemaakt dat de productie van de Priora gestaakt zou worden ten gunste van de Vesta maar voor de binnenlandse markt bleef de Priora sedan toch in productie als low-budget model. De productie van de coupé was in 2014 reeds gestaakt en in december 2015 werd ook de productie van de hatchback- en combimodellen stopgezet.
Op 21 april 2017 liep de een miljoenste Priora van de montagelijn en uiteindelijk werd in juli 2018 na een productieperiode van elf jaar de laatste Priora sedan geproduceerd.

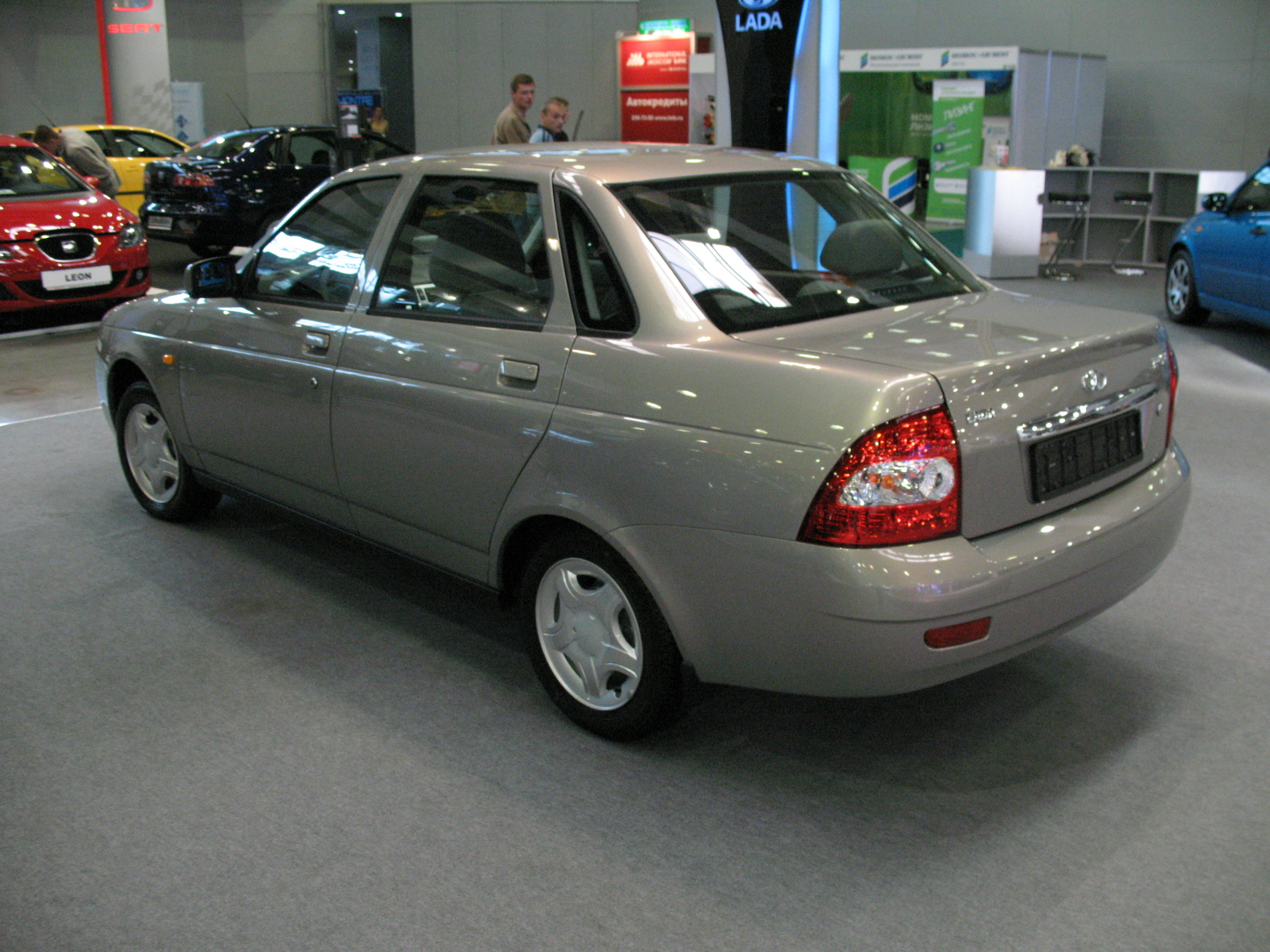
Lada Priora achterzijde
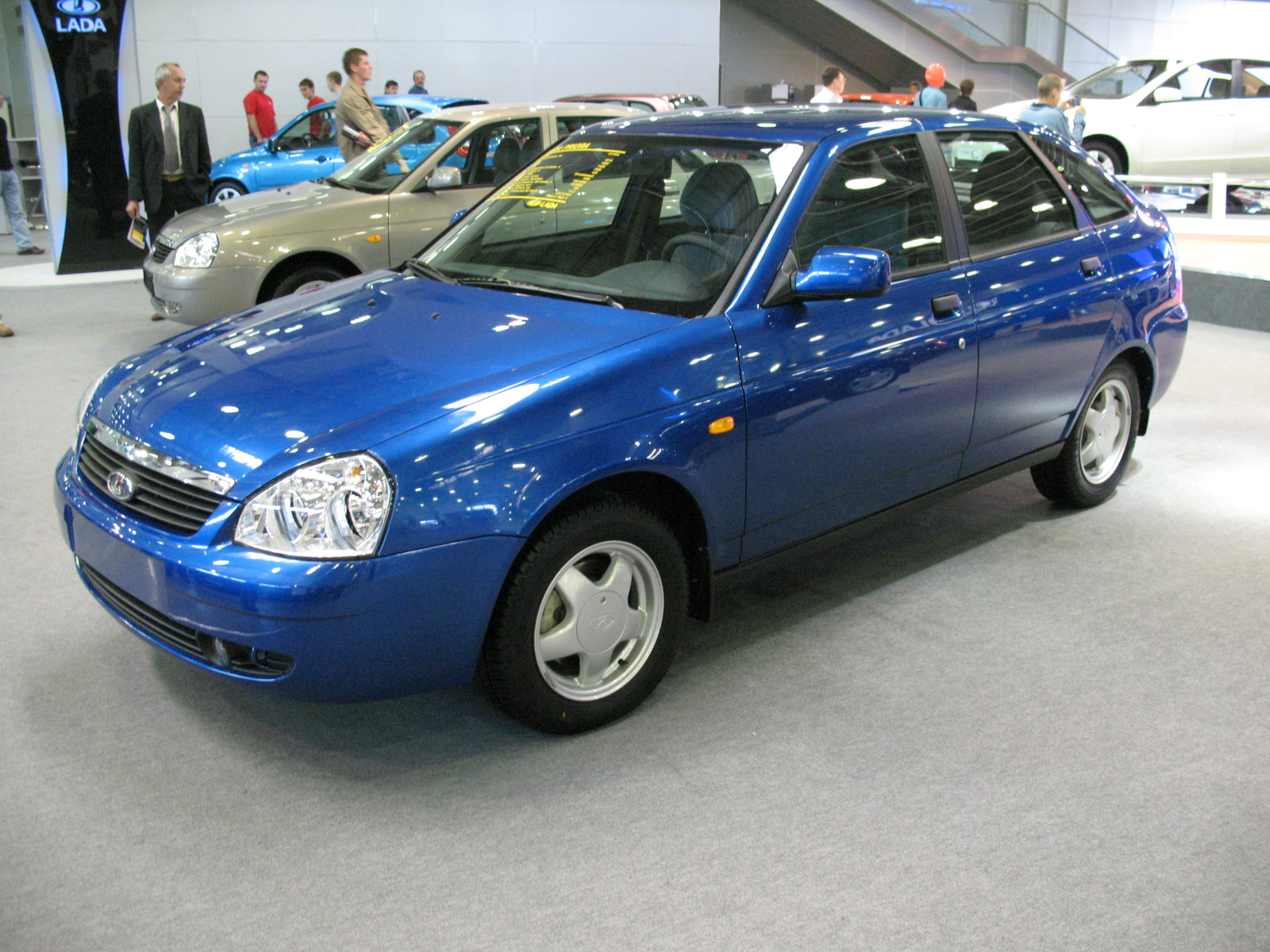
Lada Priora Hatchback
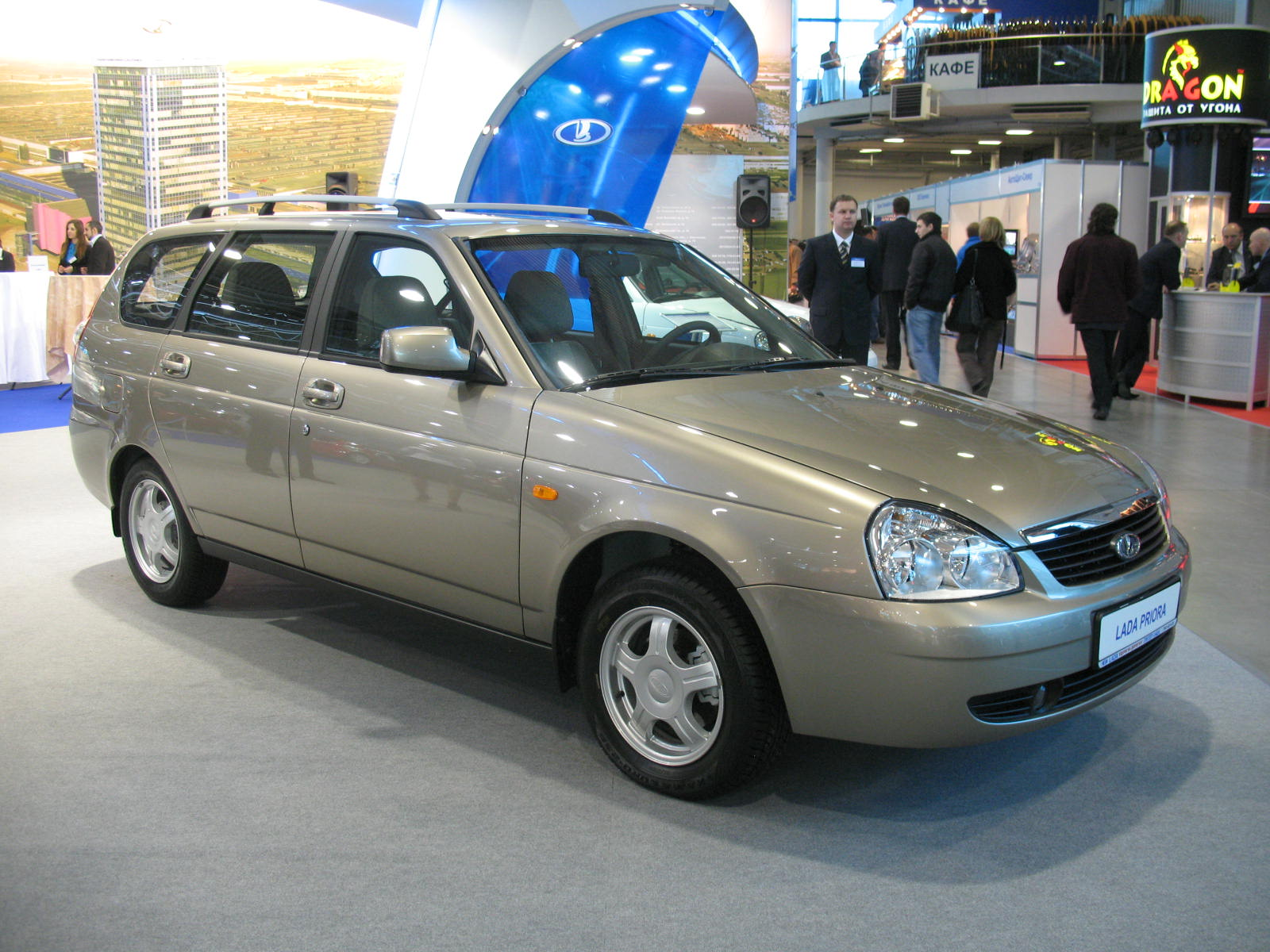
Lada Priora Combi
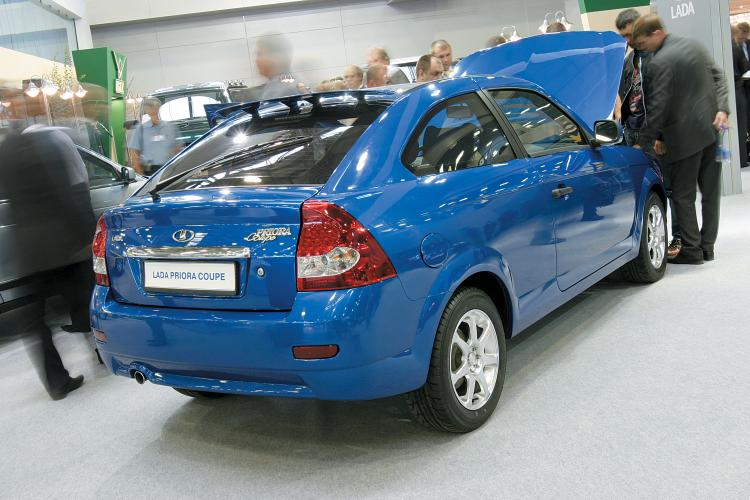
Lada Priora Coupé
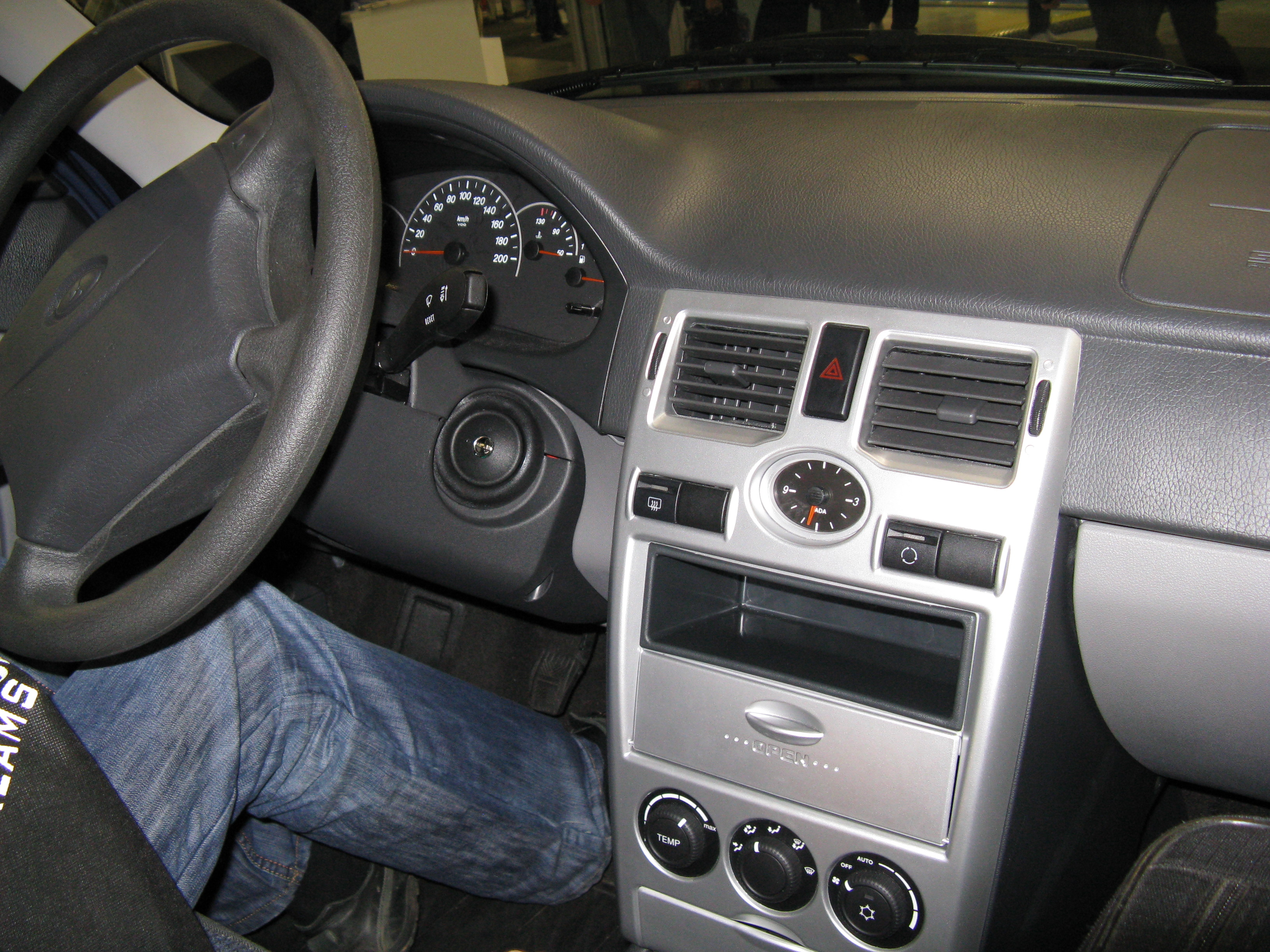
Lada Priora interieur
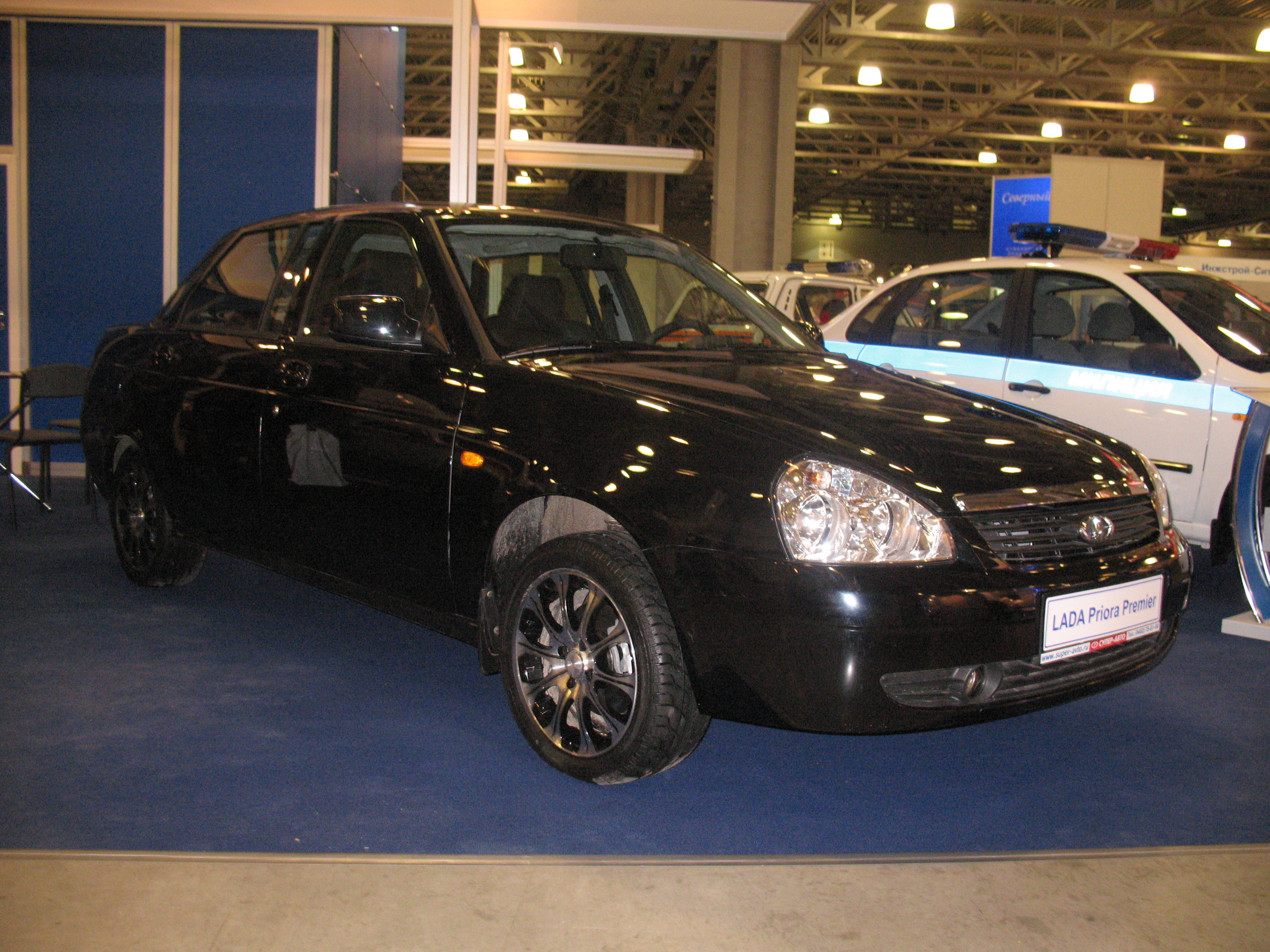
Lada Priora Premier

Modellen in productie:
Granta · 
Largus · 
Vesta · 
XRAY · 
Niva

Modellen niet meer in productie:
1200 · 
1300 · 
1500 · 
1600 · 
2105 · 
2107 · 
2104 · 
Oka · 
Samara · 
110 · 
111 · 
112 · 
Nadezjda ·
Kalina ·
Priora